# Lorbek
Lorbek je priimek več znanih Slovencev:

## Znani nosilci priimka
- Dalia Lorbek (*1978), alpska smučarka
- Danijel Lorbek (*1969), policist
- Domen Lorbek (*1985), košarkar
- Drago Lorbek (1904 - 1987), skladatelj, dirigent, kapelnik, profesor
- Erazem Lorbek (*1984), košarkar
- Franc Lorbek (1932 - 2024), ekonomist, strokovnjak za komuniciranje, univ. prof.
- Josip Lorbek - Pepi (1933 - 2010), jazz glasbenik (pianist, dirigent, aranžer) v Vojvodini - Srbija (Novi Sad)
- Jožef Lorbek - Jošt, podjetnik in inovator jamarske in alpinistične opreme, jamski reševalec ...
- Klemen Lorbek, košarkar
- Mija Lorbek, direktorica javnega zavoda Go! 2025
- Nik Lorbek (*1996), nogometaš
- Rado(van) Lorbek, košarkar, košarkarski sodnik, športni delavec
- Slavko Lorbek